# Camilla Thomsen
Camilla Ingemann Thomsen (* 19. November 1974 in Køge, Dänemark) ist eine ehemalige dänische Handballspielerin, die für die dänische Nationalmannschaft auflief.

## Karriere
Thomsen spielte anfangs für Bjæverskov, Vetterslev/Høm sowie Ajax Farum. Zur Saison 2002/03 wechselte Thomsen zum dänischen Erstligisten FCK Håndbold, mit dem sie am Europapokal der Pokalsieger teilnahm. Im Juli 2005 gab die Kreisläuferin ihr Karriereende bekannt.
Thomsen bestritt zwischen 2002 und 2004 insgesamt 56 Länderspiele für die dänische Nationalmannschaft, in denen sie 89 Treffer erzielte. In diesem Zeitraum gewann sie mit der dänischen Auswahl die Goldmedaille bei der Europameisterschaft 2002, die Goldmedaille bei den Olympischen Spielen 2004 sowie die Silbermedaille bei der Europameisterschaft 2004.